# Шервуд (округ Гамільтон, Огайо)
Шервуд (англ. Sherwood) — переписна місцевість (CDP) в США, в окрузі Гамільтон штату Огайо. Населення — 3633 особи (2020).

## Географія
Шервуд розташований за координатами 39°5′7″ пн. ш. 84°21′39″ зх. д. / 39.08528° пн. ш. 84.36083° зх. д. (39.085287, -84.360834).  За даними Бюро перепису населення США в 2010 році переписна місцевість мала площу 2,77 км², уся площа — суходіл.

## Демографія
Згідно з переписом 2010 року, у переписній місцевості мешкало 3719 осіб у 1348 домогосподарствах у складі 1072 родин. Густота населення становила 1343 особи/км².  Було 1386 помешкань (500/км²).
Расовий склад населення:
| - 95,4 % — білих - 1,9 % — азіатів - 1,1 % — чорних або афроамериканців - 0,2 % — корінних американців |

До двох чи більше рас належало 1,0 %. Частка іспаномовних становила 1,5 % від усіх жителів.
За віковим діапазоном населення розподілялося таким чином: 29,1 % — особи молодші 18 років, 58,1 % — особи у віці 18—64 років, 12,8 % — особи у віці 65 років та старші. Медіана віку мешканця становила 39,3 року. На 100 осіб жіночої статі у переписній місцевості припадало 93,9 чоловіків;  на 100 жінок у віці від 18 років та старших — 91,4 чоловіків також старших 18 років.
Середній дохід на одне домашнє господарство  становив 104 116 доларів США (медіана — 86 302), а середній дохід на одну сім'ю — 119 875 доларів (медіана — 95 461). Медіана доходів становила 72 583 долари для чоловіків та 58 523 долари для жінок. За межею бідності перебувало 4,3 % осіб, у тому числі 3,9 % дітей у віці до 18 років та 2,6 % осіб у віці 65 років та старших.
Цивільне працевлаштоване населення становило 1999 осіб. Основні галузі зайнятості: освіта, охорона здоров'я та соціальна допомога — 31,1 %, фінанси, страхування та нерухомість — 11,0 %, виробництво — 10,6 %.